# Tamara Anghie
Tamara Anghie (* Mai 1968 in Sri Lanka) ist eine australische Produzentin. Bekannt ist sie für den Oscar nominierten Kurzfilm Der Neue (New Boy).

## Leben
Während ihres Studiums der Film- und Medienwissenschaften am RMIT University in Melbourne, Australien, schrieb, produzierte, führte Regie und schnitt sie mehrere Kurzfilme und Videoproduktionen, darunter ihre Abschlussarbeit, den 12-minütigen Kurzfilm Baby Blue.
Sie koproduzierte mehrere andere Low-Budget-Kurzfilme und Musikvideos und arbeitete für das öffentlich-rechtliche Fernsehen als Produzentin von Nachrichten und aktuellen Themen sowie als Kamerafrau und Cutterin. Anghie arbeitete als Produktionsassistentin für verschiedene Filmfirmen, die sie durch Australien und Südostasien führten, wo sie an Fernsehwerbungen, Firmenvideos und Reisedokumentationen mitwirkte.
Nachdem sie die Leistungsfähigkeit von Macintosh-Computern entdeckt hatte, verband sie ihr Interesse am Film mit der Technologie und begann eine Karriere im Bereich der neuen Medien. 1993 arbeitete sie als Produktionsassistentin bei einer der ersten Multimedia- und CD-Rom-Produktionen in Australien.
Nach ihrem Umzug nach Großbritannien im Jahr 1994 arbeitete Anghie freiberuflich für die BBC, MBC, Channel 4 und verschiedene Produktionsfirmen an Firmenvideos, bevor sie ihren Weg im Bereich Neue Medien fortsetzte.
Nachdem sie für FIG/Flagtower Publishing zwei hoch gelobte "Edutainment"-CD-Roms produziert hatte, wurde Anghie Interesse an visuellen Medien erneut geweckt, was sie in die Videospielindustrie führte. Als Produzentin für die Psygnosis/Sony Entertainment Group produzierte sie PC- und Konsolenspiele, darunter „Wipeout 64“, bevor sie die Rolle der Produzentin des Spielekanals für die Interactive Services Division des Telekommunikationsriesen ntl übernahm. Da sie die bestehende Welt der Fernsehinteraktivität als kreativitätshemmend empfand, kehrte Tamara zum Film zurück und arbeitete als Produzentin und Produktionsleiterin an mehreren Dokumentar- und Kurzfilmprojekten in Irland.
Zu ihren Produktionen gehört die Produktionsleitung für die Werbe-Kurzfilme von The Simon Communities of Ireland, die 2004 im Fernsehen, auf Festivals gezeigt wurden, sowie ein 17-minütiger 35mm-Kurzfilm mit dem Titel "Missing".
Anghie arbeitete als Produzentin mit Edwina Forkin und Jimmy Watson an den Kurzfilmprojekten von Sansibar/celtic mouse productions zusammen und produzierte kürzlich den 14-minütigen Kurzfilm A Dublin Story, eine Coming-of-Age-Geschichte über irische Straßenkinder, für RTÉ, der den Kodak Tiernan McBride Prize für den besten irischen Kurzfilm beim Galway Film Fleadh 2003 sowie den Preis für den besten irischen Kurzfilm beim Foyle International Film Festival gewann. Sie arbeitete für Bord Scannán na hÉireann als Produktionsleiterin des von celtic mouse productions ltd. produzierten Kurzfilms "Martin" und hat einen weiteren 14-minütigen Kurzfilm für RTÉ produziert, Push Hands, der für Toleranz und Verständnis zwischen den Rassen im heutigen Irland wirbt. Push Hands ist Tamaras erster Kurzfilm unter ihrer eigenen Firma, Hopscotch Productions, und wurde von celtic mouse productions ltd. produziert.
Im Jahr 2009 wurde Anghie zusammen mit der Regisseurin Steph Green für den Kurzfilm Der Neue (New Boy) für einen Oscar in der Kategorie Short Film (Live Action) nominiert. Der Film entstand, nachdem Green Roddy Doyles Kurzgeschichte New Boy gelesen hatte und mit ihm Kontakt aufnahm, um den Stoff zu verfilmen. Mit Doyles Rat schrieb Green das Drehbuch. Der Film über einen afrikanischen Jungen, der neu in eine irische Schulklasse kommt, wurde auf mehr als 20 internationalen Festivals gezeigt.
2013 produzierte sie Greens ersten abendfüllenden Spielfilm Voll und ganz und mittendrin. Das Filmdrama erlebte beim Tribeca Film Festival seine Premiere. Es handelt von einer Familie, die mit den Folgen eines Schlaganfalls kämpft, den der Vater erlitten hat.

## Filmografie (Auswahl)
- 2003: A Dublin Story
- 2004: Luka
- 2005: Fiorghael
- 2005: Past Pupil
- 2007: Dot.com
- 2007: Der Neue (New Boy)
- 2008: Peacefire
- 2009: Belonging to Laura
- 2013: Voll und ganz und mittendrin (Run & Jump)